# DRA-CAD
DRA-CAD（ ドラ・キャド ）は、株式会社建築ピボットによる日本国産CADソフトウェア。建築分野などで利用されている。LE版は2次元図面作成に特化したものである。
2007年2月13日に発売20周年を迎えた。

## リリース履歴
- 1987年2月、製品完成
- 1987年3月、正式リリース
- 1989年6月、DRA-CAD2
- 1993年10月、DRA-CADα、DRA-CAD2/V2（廉価版）、DRA-Mac
- 1995年11月、DRA-CADα DOS+Windows（DOS版と、Windows 3.1とWindows 95に対応したWindows版が同梱）
- 1996年12月、DRA-CAD for Windows（Windows 95、Windows NT 3.51対応）
- 1998年7月、DRA-CAD for Windows Ver.2（Windows 95/98、Windows NT 4.0対応）
- 1999年9月、DRA-CAD for Windows Ver.3（Windows 95/98、Windows NT 4.0SP3以降/2000対応）
- 2000年2月、DRA-CAD LE（Windows 95/98/ME、Windows NT 4.0SP3以降/2000対応）
- 2001年11月、DRA-CAD4、DRA-CAD4 LE（Windows 98/ME、Windows NT 4.0SP3以降/2000対応）
- 2003年3月、DRA-CAD5、DRA-CAD5 LE（Windows 98/ME、Windows NT 4.0SP3以降/2000/XP対応）
- 2004年7月、DRA-CAD6、DRA-CAD6 LE（Windows 98/ME、Windows 2000/XP対応）
- 2005年11月、DRA-CAD7、DRA-CAD7 LE（Windows 98/ME、Windows 2000/XP対応）